# Relations entre le Bangladesh et le Bhoutan
Les relations entre le Bangladesh et le Bhoutan sont les relations bilatérales de la république populaire du Bangladesh et du royaume du Bhoutan.

## Histoire
Les deux pays sont des voisins régionaux. Le royaume du Bhoutan a été le premier pays à reconnaître l'indépendance du Bangladesh Les relations sont solides et de longue date. Ces dernières années, les deux pays se sont engagés dans un partenariat de développement stratégique, englobant l'hydroélectricité, le libre-échange et les transports. Ils sont membres communs de l'Association sud-asiatique pour la coopération régionale (ASACR) et du Bay of Bengal Initiative for MultiSectoral Technical and Economic Cooperation (français : Initiative de la baie du Bengale pour la coopération technique et économique multisectorielle - BIMSTEC). Le Bangladesh et l'Inde sont les seuls pays à avoir des ambassades résidentes au Bhoutan.
Alors que la guerre de libération du Bangladesh approchait de la défaite des forces du Pakistan occidental, le roi du Bhoutan a envoyé un télégramme au président par intérim du gouvernement provisoire du Bangladesh le matin du 6 décembre 1971. Le Bhoutan est devenu le premier État au monde à reconnaître le nouveau pays. Il a été suivi plus tard dans la journée par l'Inde.

## Ambassadeurs
L'ambassadeur du Bangladesh au Bhoutan est le représentant officiel du gouvernement du Bangladesh auprès du gouvernement du Bhoutan. Le Bangladesh et le Bhoutan ont établi des relations diplomatiques en 1973. En janvier 1980, le Bangladesh a ouvert une ambassade au Bhoutan dirigée par un ambassadeur résident,,.

## Coopérations

### Commerce
Le Bhoutan et le Bangladesh ont signé un accord commercial bilatéral en 1980, s'accordant mutuellement le statut préférentiel de « nation la plus favorisée » pour le développement du commerce. Au cours de l'exercice 2009-2010, les importations totales du Bangladesh au Bhoutan s'élevaient à 25 millions de dollars US, tandis que ses exportations vers le Bhoutan représentaient 3 millions de dollars US. L'accord a été renouvelé lors de la visite officielle de la première ministre bangladaise, Sheikh Hasina Wajed, à Thimphou en 2009. En 2014, lors de la visite du premier ministre bhoutanais Tshering Tobgay à Dacca, le Bangladesh a accordé un accès en libre-échange à 90 produits en provenance du Bhoutan.

### Énergie
Les deux pays ont entamé des négociations pour développer conjointement l'hydroélectricité dans l'Himalaya. Le Bhoutan a un potentiel de production de plus de 50 000 MW d'hydroélectricité, ce qui pourrait alimenter de manière significative le marché du Bangladesh, en manque d'énergie. L'accord-cadre de la SAARC de 2014 sur l'intégration du réseau électrique ouvrirait la voie au commerce de l'énergie dans la région.

### Transport
Le Bhoutan, pays enclavé, souhaite utiliser les ports maritimes bangladais de Chittagong, Mongla et Paira, ainsi que l'aéroport de Saidpur, pour le transbordement des marchandises. Un réseau de transit sous-régional entre le Bangladesh, l'Inde, le Népal et le Bhoutan est activement envisagé par la SAARC et est soutenu par la Banque asiatique de développement. À cet effet, les quatre pays ont signé un accord pour faciliter la circulation des cargaisons, des passagers et des véhicules personnels entre eux.

### Autres accords
Le Bhoutan et le Bangladesh ont activement coopéré dans le domaine de la lutte contre les inondations à la suite des graves inondations (en) qui ont frappé le Bangladesh en 1988. Les deux nations ont signé un accord de services aériens en 1986, permettant sept vols hebdomadaires entre les deux nations. L'aéroport international Hazrat Shahjalal de Dacca est une plate-forme de correspondance aéroportuaire pour Druk Air.